# Sven Rinmans gata

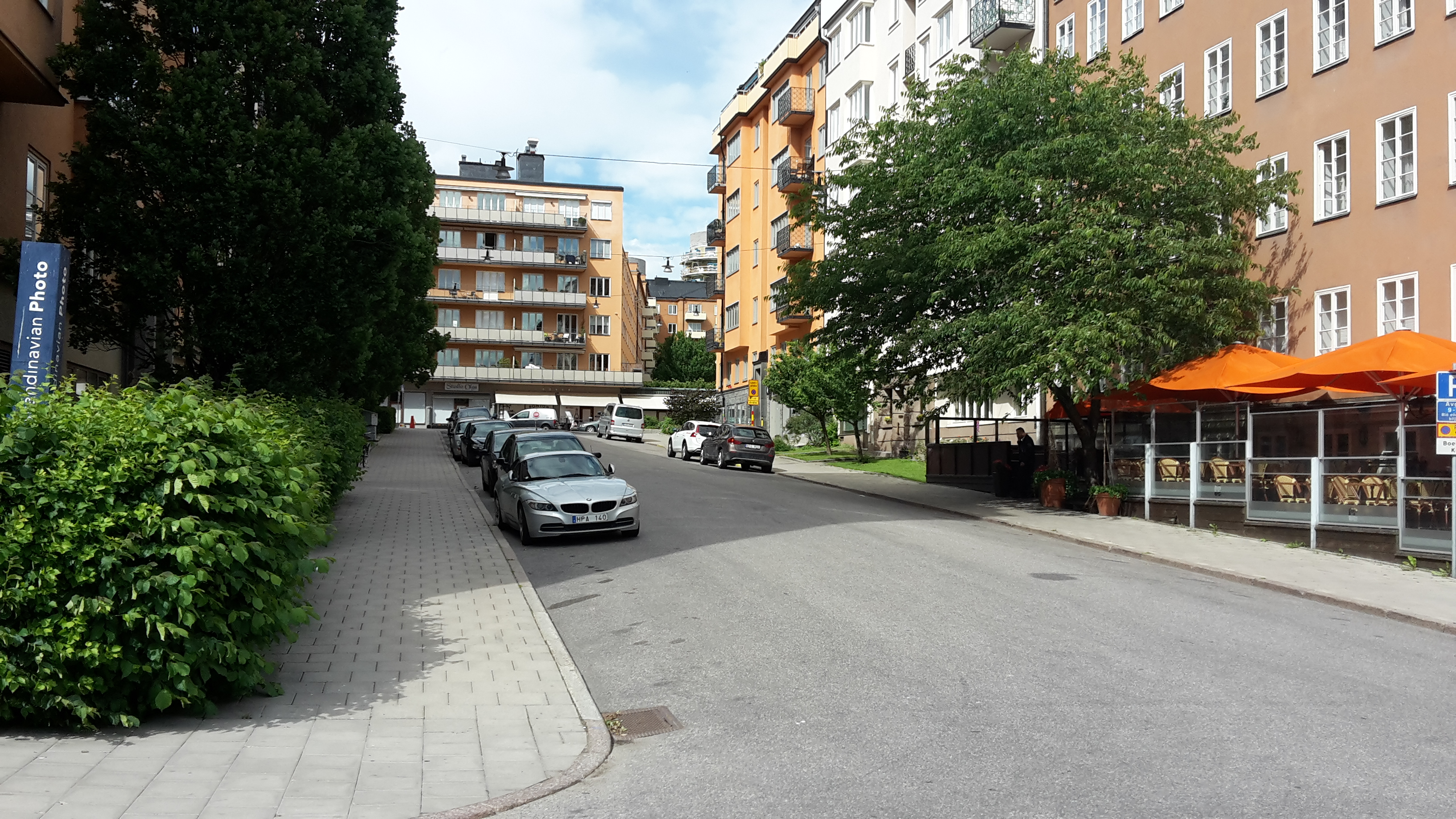
Sven Rinmans gata fotograferad från Norr Mälarstrand.

Sven Rinmans gata är en gata på Kungsholmen i Stockholm. Gatan som är cirka 100 meter lång sträcker sig från Norr Mälarstrand i söder till  Pontonjärgatan i norr. 
Sven Rinmans gata fick sitt namn 1930 efter bergsvetenskapsmannen Sven Rinman.